# Дигидродиантимонат натрия
Дигидродиантимонат натрия — неорганическое соединение,
кислая соль натрия и сурьмяной кислоты
с формулой Na2H2Sb2O7,
бесцветные кристаллы,
не растворяется в воде,
образует кристаллогидраты.

## Получение
- Обменная реакция с дигидродиантимонатом калия:

{\displaystyle {\mathsf {2NaCl+K_{2}H_{2}Sb_{2}O_{7}\ {\xrightarrow {}}\ Na_{2}H_{2}Sb_{2}O_{7}\downarrow +2KCl}}}

## Физические свойства
Дигидродиантимонат натрия образует бесцветные кристаллы.
Не растворяется в воде.
Образует кристаллогидраты состава Na2H2Sb2O7•n H2O, где n = 1, 4, 5 и 6.

## Применение
- Используется в качественном анализе как реактив на ионы натрия.